# Six et demi onze
Pour plus de détails, voir Fiche technique et Distribution.
Six et demi onze est un film français réalisé par Jean Epstein, sorti en 1927.
Le titre du film fait référence au format photographique négatif noir et blanc 6,5x11 cm, ancêtre du 6x9 cm et du 4X5 inch, apparu vers 1925 avec les appareils Kodak, Photo-Plait, Zeiss, Dandrieux, Krauss, puis devenu format 620 et enfin 120. Il connut un succès certain auprès du public de la Belle Epoque par sa maniabilité et son format folding. Il permettait un tirage sur papier par contact direct sans agrandissement, ainsi qu'un décentrement bidirectionnel correcteur de perspectives à la prise de vue.

## Synopsis
Après avoir été devant la tombe de leurs parents, deux frères qui habitaient dans la maison familiale se séparent. En effet, Jean, ayant rencontré Mary, fuit. Jérôme, quant à lui s'en trouve attristé, déprimé. Très vite Jean se met à bâtir un nid d'amour dont Mary ne profitera tant elle vient de tomber amoureuse d'un célèbre danseur qui fera d'elle une comédienne. Jean se désespère à son tour.

## Fiche technique
- Réalisation : Jean Epstein
- Scénario : Marie Epstein
- Photographie : Georges Périnal
- Décors : Pierre Kefer
- Société de Production : Films Jean Epstein
- Pays de production : France
- Format : noir et blanc - 1,33:1 - muet
- Durée : 84 minutes
- Date de sortie : 
  - France - 3 juin 1927
- Affiche : Jean-Adrien Mercier

## Distribution
- Edmond Van Daële : Jérome de Ners
- Suzy Pierson : Marie Mortelle
- Nino Constantini : Jean de Ners
- René Ferté : Harry Gold, un impresario
- Jeanne Helbling